# Гусари (Австро-Угорщина)

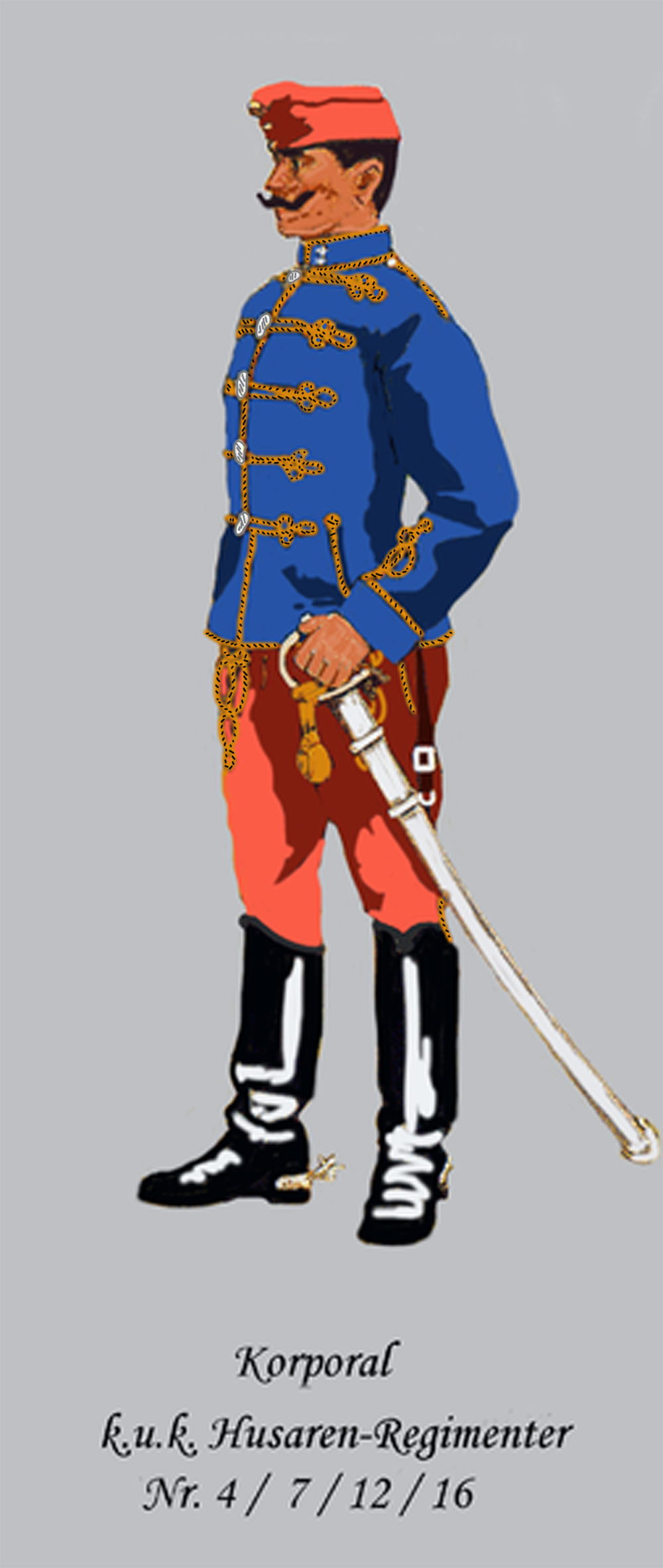

Гусари (Цісарсько-королівські гусари) — як і драгуни та улани були складовою частиною кавалерії Збройних Сил Австро-Угорщини.
15 травня 1867 року Австрійська імперія трансформувалася у дуалістичну монархію (Австро-Угорщину). Причиною цьому була поразка Австрії у війні проти Пруссії, яка послабила монархію і змусила її піти на поступки угорцями. Отримавши автономію, угорці почали створювати і власну армію — Ландвер Угорського королівства, тобто угорське ополчення, яке не входило до складу спільної австро-угорської армії. В Ціслетанії (австрійські частині імперії) також був створений власний ландвер. Таким чином, в Австро-Угорщині було три різні армії: спільна, королівський угорський ландвер та цісарсько-королівський ландвер. Кожна з них мала власні кавалерійські підрозділи.

## Створення
- До складу Спільної армії входило 16 полків гусарів, а до королівського угорського ландверу — 10. Традиційно найбільше рекрутів для підрозділів гусарів набирали в Угорському королівстві, до якого входили також Банат (північна частина Сербії), Трансильванія (тепер в Румунії), Хорватія, Словаччина (тоді Верхня Угорщина). Більшість полків (крім деяких винятків) теж базувалися там.

- Полк гусарів цісарсько-королівської армії складався з двох дивізіонів, в кожному з яких було 3 ескадрони. Крім того, входили різні допоміжні підрозділи: телеграфна служба, запасні ескадрони, інженерні взводи.

## Полки гусарів Цісарсько-Королівської армії
Назви полків вказані станом на 1914 рік:
- Гусарський полк Імператора № 1
- Гусарський полк Фрідріха Леопольда Прусського № 2
- Гусарський полк графа фон Хадіка № 3
- Гусарський полк Артура герцога Коннаут і Стратхорн № 4
- Гусарський полк графа Радецького № 5
- Гусарський полк короля Вюртембергу Вільгельма ІІ № 6
- Яберенсько-Куманський гусарський полк імператора Німеччини і короля Пруссії Вільгельма ІІ № 7
- Гусарський полк Терстянського № 8
- Гусарський полк графа Надашдь № 9
- Гусарський полк прусського короля Фрідріха Вільгельма III № 10
- Гусарський полк короля Болгарії Фердинанда І № 11
- Гусарський полк № 12
- Гусарський полк Вільгельма, кронпринца німецького рейху і кронпринца прусського королівства, № 13
- Гусарський полк Колошварі № 14
- Гусарський полк ерцгерцога Франца Сальватора № 15
- Гусарський полк графа граф Ікскюль-Ґюлленбанда № 16

## Полки уланів Ландверу
Станом на 1914 рік в угорському ландвері було 10 полків гусарів:
- Будапештський № 1
- Дебреценський № 2
- Сеґедський № 3
- Сабадський № 4 (Сабадка — угорська назва тепер сербського місто Суботиця)
- Кошицький № 5
- Залаеґерсегський № 6
- Папаський № 7(місто Папа в Угорщині)
- Печський № 8
- Марошвашаргейський № 9 (Марошвашаргей — місто в Трансильванії, тепер Румунія)
- Вараждинський № 10 (Вараждин — місто у Хорватії)

## Уніформа

### Чако
Чако — військовий головний убір, який походить саме з Угорщини. Слово «чако» походить від угорського «csákós süveg» (висока шапка). Чако було частиною уніформи угорських гусар ще з XVIII ст.
Чако угорських гусарів було обшите тканиною, колір якої відповідав полковому стандарту.

### Штани
Штани (нім. Stiefelhose) мали специфічний покрій, зумовлений родом військ. У верхній частині широкого покриття, штанини звужуються і заправляються в чоботи. Спереду на стегні одна кишеня. Частина штанів на сідницях могла бути обшита для зміцнення ще одним шаром сукна такого ж кольору.

### Чоботи
Чоботи гусарів називалися «чізма». Вони відрізнялися від взуття інших кавалеристів тим, що були елегантнішими. Наприклад, край халяви чобота був прикрашений 8 мм шнуром. Спереду зверху — маленька квіточка діаметром 2,5 см. В офіцерів шнур був заплетений, а квіточка під час парадів могла бути золотого з чорним кольорів.

## Розпізнавальні кольори цісарсько-королівських полків
| Полк | Аттіла       | Маслини (ґудзики) | Обшивка чако |
| ---- | ------------ | ----------------- | ------------ |
| 8    | темно-синій  | жовтий            | рубіновий    |
| 3    | темно-синій  | жовтий            | білий        |
| 1    | темно-синій  | жовтий            | темно-синій  |
| 15   | темно-синій  | жовтий            | сивий        |
| 5    | темно-синій  | білий             | рубіновий    |
| 9    | темно-синій  | білий             | білий        |
| 13   | темно-синій  | білий             | темно-синій  |
| 11   | темно-синій  | білий             | сивий        |
| 14   | світло-синій | жовтий            | рубіновий    |
| 2    | світло-синій | жовтий            | білий        |
| 10   | світло-синій | жовтий            | світло-синій |
| 6    | світло-синій | жовтий            | сивий        |
| 4    | світло-синій | білий             | рубіновий    |
| 12   | світло-синій | білий             | білий        |
| 7    | світло-синій | білий             | світло-синій |
| 16   | світло-синій | білий             | сивий        |

## Озброєння
Стандартним озброєнням гусарів, як і інших кавалерійських підрозділів, був карабін Штаєр, який характеризувався високою скорострільністю. ЇЇ заряджання здійснюється за допомогою обойми з п'ятьма набоями поміщеними в металічну пачку, яка залишається в магазині до використання всіх набоїв. Офіцери мали офіцерські револьвери. Також револьвери (Gasser Armeerevolver M 1870/74) могли бути у рядових, які не мали гвинтівки. Патронташ, виготовлений з коричневої шкіри, був прикріплений на поясі.
Також використовувалася кавалерійська шабля Kavalleriesäbel M 1869, тобто зразка 1869 року. Ефес офіцерської шаблі був прикрашений посрібленою ниткою. До кожної шаблі був прикріплений темляк — петля з ременя або стрічки. Вона відрізнялася своїм кольором у офіцерів різного рангу та рядових.

## Зовнішні посилання
- Google Books: Die Reiter-regimenter der K.k.oesterreichischen Armee: Historische Skizzen, chronologisch geordnete Bruchstücke Regimenterweise bearbeitet
- Сайт присвячений австро-угорській армії: http://www.austro-hungarian-army.co.uk [Архівовано 3 січня 2019 у Wayback Machine.]